# Stolon (botanika)

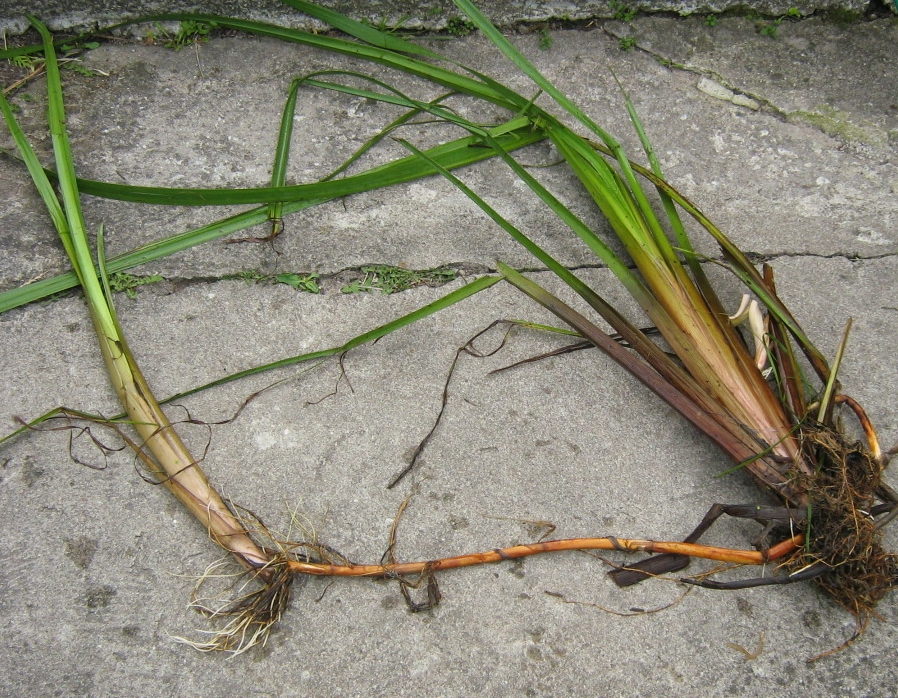
Podziemne rozłogi (kłącza) jeżogłówki gałęzistej

Stolon (łac. stolo, stolonis – boczna gałąź) – termin uznawany za synonim rozłogu, zwłaszcza w odniesieniu do rozłogów podziemnych. Stolony ziemniaka są zmodyfikowanymi pędami podziemnymi, na końcu których tworzą się zgrubienia – bulwy. Stolony wyrastają z pąka pachwinowego w części łodygi znajdującej się pod ziemią. 